# آرماندو جیل
آرماندو جیل (ایتالیایی: Armando Gill؛ ‏ ۲۳ ژوئیه ۱۸۷۷ –  ۱ ژانویه ۱۹۴۵) خواننده-ترانه‌پرداز، شاعر و هنرپیشه اهل پادشاهی ایتالیا بود.
از فیلم‌هایی که وی در آن‌ها نقش داشته‌است، می‌توان به ناپل سبز و آبی اشاره نمود.